# 貿易実務検定
貿易実務検定(ぼうえきじつむけんてい)は日本貿易実務検定協会が実施する貿易実務能力に関する検定である。

## 概要
1998年1月、日本貿易実務検定協会を設立。同年3月に第1回貿易実務検定を実施。年齢・国籍を問わず誰でも試験を受けることができ、貿易の初歩的な経験、知識レベルの「C級」から「B級」、そして高度な経験、知識レベルの「A級」と3段階のレベルで構成されている。現在では、商社・物流・メーカー･貿易関連組合･人材派遣会社・大学・専門学校などにおいて、当検定プログラムに準拠した研修等が行われている。2010年に入り受験者数が累計約10万人におよぶ。

## 検定内容

### 実施日
- A級：3月
- B級：3月、7月、12月
- C級：3月、7月、10月、12月

### 受験会場
東京・横浜・千葉・大阪・名古屋・福岡・神戸

### 各級の目安
括弧内のものは日本貿易実務検定協会公表のものである。
- A級（概ね、3〜5年以上の実務経験のレベル）貿易実務において判断業務を行うことができる実力を証明するレベル。
- B級（概ね、1〜3年以上の実務経験レベル）貿易実務経験者の中堅層を対象としている。
- C級（概ね、1〜3年以上のレベル）定型業務をこなすために必要な知識があることを証明するレベル。

### 各級の出題範囲
- 貿易実務
  - 貿易と環境
  - 貿易経済知識
  - 貿易の流れ
  - 貿易金融
  - 貿易書類
  - 貿易法務
  - 貿易税務
  - 通関知識
  - 貿易保険
  - 外国為替
  - 港湾知識
  - 航空貨物
  - クレーム
- 貿易実務英語
  - 商業英単語
  - 英文解釈
  - 英作文
- 貿易マーケティング
  - 貿易マーケティング（マーケティング・ビジネス実務検定合格者は受験が免除される。）

- A級：上記の全て出題
- B級出題範囲：上記の貿易税務・英作文を除く全て出題
- C級出題範囲：上記の貿易税務・港湾知識・航空貨物・クレーム・英作文を除く全て出題

### 合格基準
- A級：各回毎の基準点
- B級：210点(70%)を基準として試験委員長の定める点
- C級：160点(80%)を基準として試験委員長の定める点

### 平均合格率
- A級：7.7%
- B級：39.8%
- C級：52.8%

(2011年12月現在)

## ロゴサービス
2010年3月31日より貿易実務検定のロゴマークダウンロードサービスの開始。
貿易実務検定合格者のみが、合格した級のロゴマークをダウンロードできるサービスである。ロゴマークの使用については規定が無く、名刺に入れるなどそれぞれに合った形で使用することが可能となっている。また、検定のロゴマークとしては珍しく合格者は5つの異なったデザインから選ぶことが可能となっており、とてもユニークなサービスとなっている。

## 合格証書
合格証書は他の検定試験等と異なりPDFファイルに受験者のメールアドレスに添付ファイルで送付される。

## テキスト及び過去問
- 『最新貿易実務ベーシックマニュアル』 (MHJ出版)
- 『貿易実務検定C級問題集〈第3版〉』 (MHJ出版)
- 『貿易実務検定B級問題集〈第3版〉』 (MHJ出版)
- 『貿易実務検定A級問題集〈第1版〉』 (MHJ出版)
- 『貿易実務ハンドブック[アドバンスト版]』〈第3版〉 (中央書院)
- 『図解 貿易実務ハンドブック〔ベーシック版〕』<第3版> (中央書院)
- 『改訂2版 図解 貿易実務用語がわかる本』 (日本能率協会マネジメントセンター)
- 『改訂6版 めざせ!貿易実務検定』 (日本能率協会マネジメントセンター)